# 아칸소 림로커스
아칸소 림로커스(영어: Arkansas RimRockers)는 미국 아칸소주 리틀록을 연고지로 하는 2004년부터 2007년까지 NBA G 리그 동부 디비전 소속되었던 프로농구 팀이면, 2005년 ABA에서 넘어온 팀이다.

## 역대 NBA 제휴팀
| NBA 팀                | 제휴기간      |
| --------------------- | ------------- |
| 아칸소 림로커스       |               |
| 애틀랜타 호크스       | 2005년~2007년 |
| 멤피스 그리즐리스     | 2005년~2007년 |
| 클리블랜드 캐벌리어스 | 2005년~2006년 |
| 토론토 랩터스         | 2005년~2006년 |
| 마이애미 히트         | 2006년~2007년 |

## 역대 홈경기장
| 경기장          | 사용기간      | 장소            | 수용인원 | 비고 |
| --------------- | ------------- | --------------- | -------- | ---- |
| 아칸소 림로커스 |               |                 |          |      |
| 올텔 아레나     | 2004년~2007년 | 아칸소주 리틀록 | 18,000명 | 빈칸 |

## 참조
1. ↑  시즌의 뒷 해로 표기. 2006-2007 시즌의 경우 2007로 표기.